# Panorama (Le Cap)
Panorama est un faubourg de la ville du Cap en Afrique du Sud, situé en banlieue de la commune de Parow.

## Situation
Panorama est un quartier de la banlieue nord du Cap. Situé sur la commune de Parow, ce quartier résidentiel est limitrophe des quartiers de Welgelegen, Kaapzicht, De Duin, North Gate, Sonnendal et Plattekloof. Il est concrètement délimité par Rotchschild Bd et Panorama Road, Barendilla et Fick straat, Hendrik Verwoerd Drive, Seiring Straat,  Akasia Avenue et Plattekloof Road.
Ses voies principales sont Hendrik Verwoerd Drive, President Swart str, Louis Botha Avenue et Hennie Winterbach Str.

## Démographie
Selon le recensement de 2011, le quartier compte 3 121 résidents, principalement issu de la communauté blanche (70,07%). 
Les noirs représentent 12,02% des habitants tandis que les coloureds, population majoritaire au Cap, représentent 9,64% des résidents.
Les habitants sont à 48,07% de langue maternelle afrikaans et à 44,49% de langue maternelle anglaise.

## Politique
Le quartier est situé dans la première circonscription municipale de la ville (De Duin - Glenwood - Kaapzicht - Kleinbosch - Monte Vista - N1 Stad/City - Panorama - Plattekloof 1 - Plattekloof 2 - Plattekloof 3 - Plattekloof Glen - Sonnendal - Tygerdal - Welgelegen)représenté par Sakkie Pretorius (Alliance démocratique) au conseil municipal du Cap.